# Датская Королевская лейб-гвардия
Королевская лейб-гвардия Дании (дат. Den Kongelige Livgarde) — стрелковый полк датской армии, основанный в 1658 году королём Фредериком III. Полк выступает в двух ролях: в качестве передовой боевой единицы, а также в качестве охранного и церемониального подразделения датской монархии. В 1684—1867 годах Королевская лейб-гвардия именовалась Королевской пешей гвардией (дат. Den Kongelige Livgarde til Fods), чтобы отличать её от полка Королевской конной гвардии (дат. Livgarden til Hest). Во время своего пребывания в датских войсках, кронпринц Фредерик служил в Королевской лейб-гвардии в звании старшего сержанта.

## Обязанности гвардии
Королевская лейб-гвардия обеспечивает постоянный караул у дворца Амалиенборг, Кастеллета (часть старинных укреплений Копенгагена), замка Росенборг. В некоторых случаях гвардейцы охраняют дворец Фреденсборг, дворец Марселисборг, дворец Гростен, дворец Кристиансборг и другие объекты Датского королевства.

## Униформа
Повседневный мундир Королевской лейб-гвардии при нахождении в карауле — тёмно-синий. Полный мундир очень похож на мундир полков Пешей гвардии британской армии: красный или синий китель; синие брюки; медвежья шапка с полковой кокардой (солнце и королевский герб); историческая пехотная сабля (из числа трофеев первой Шлезвигской войны 1848—1850 годов — изначально французская пехотная сабля).

## Организация
Полк включает в себя три батальона и Гвардейскую роту:
- 1-й батальон — основан в 1658 (мотопехотный батальон, входит в состав 2-й бригады).
- 2-й батальон — основан в 1867 (мотопехотный батальон, входит в состав 2-й бригады).
- 3-й батальон — основан в 1923 (учебный батальон).
- Гвардейская рота (дат. Vagtkompagniet) — основана в 1659 (церемониальное и охранное подразделение).

## Альянсы
- Соединенное Королевство — Королевский полк принцессы Уэльской — узы дружбы
- Германия

## Галерея

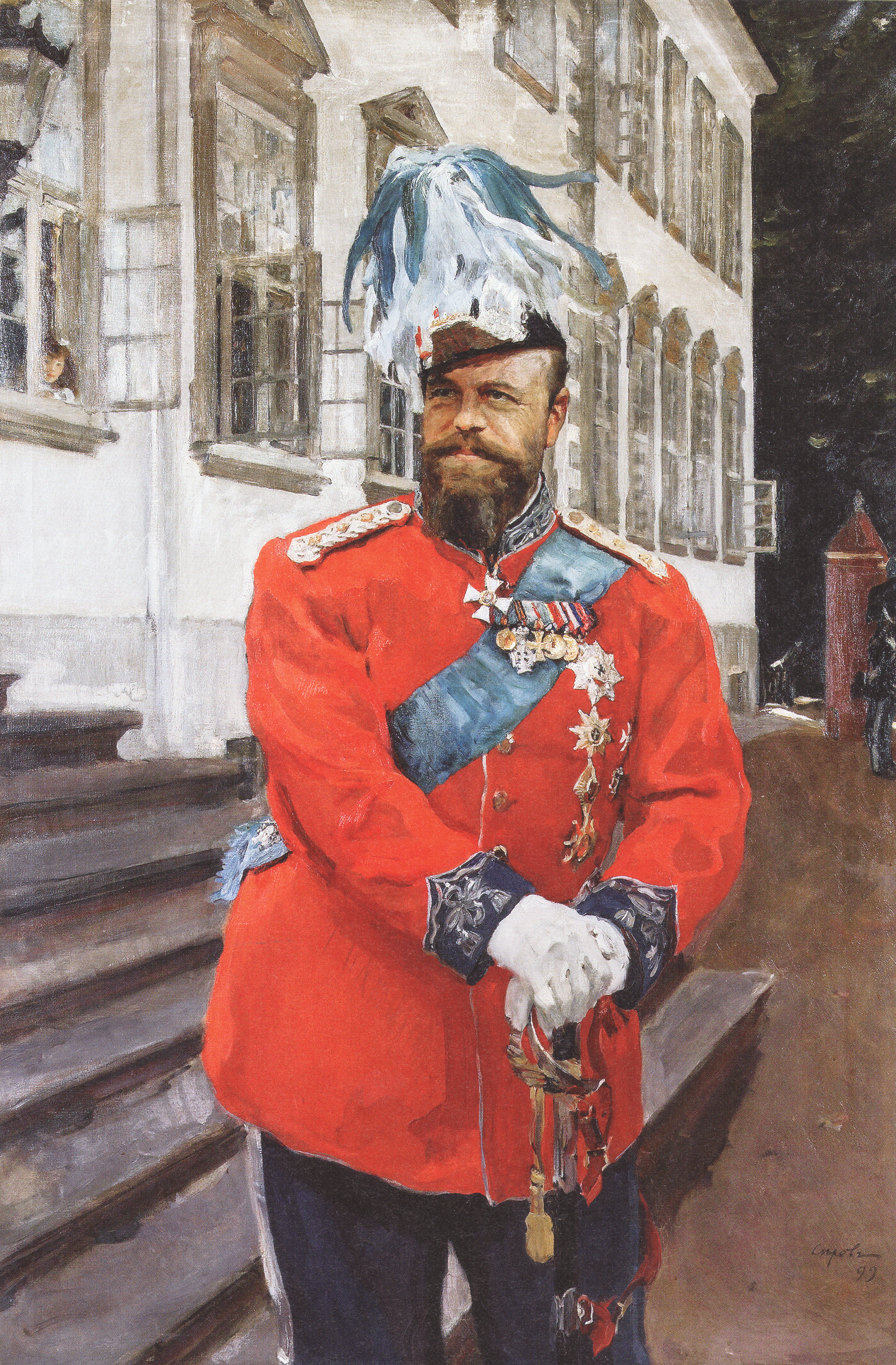
Портрет Александра III в мундире датской Королевской лейб-гвардии. В. А. Серов, 1899 год.
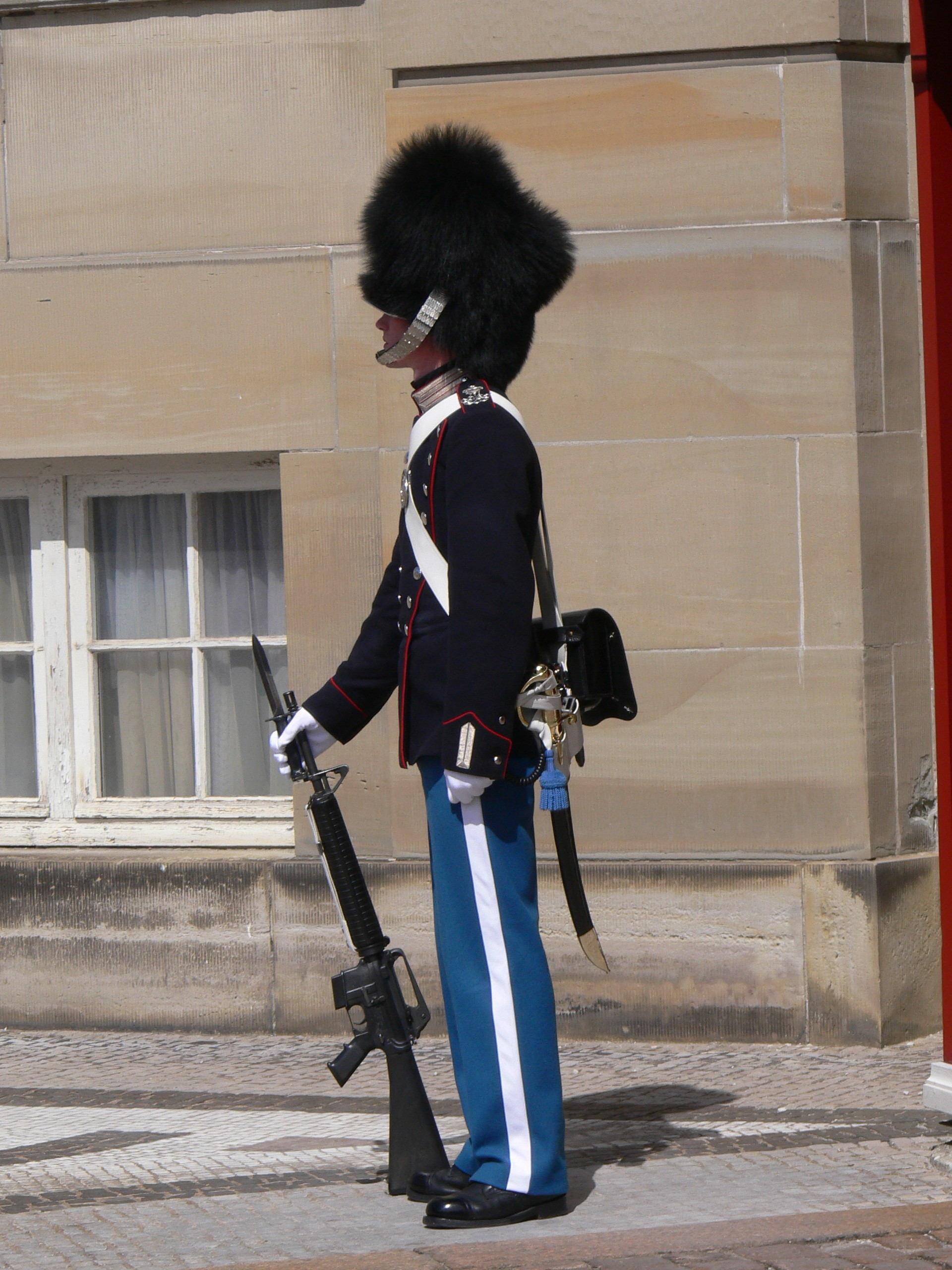
Королевский караул у дворца Амалиенборг, Копенгаген.
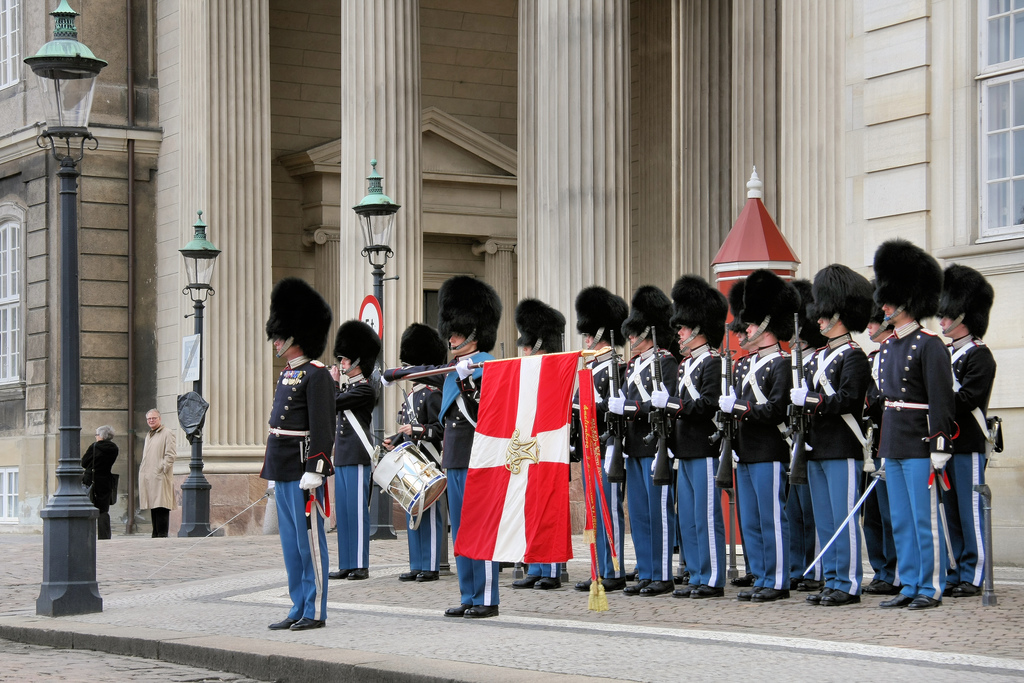
Датская Королевская гвардия на церемонии смены караула, Амалиенборг.
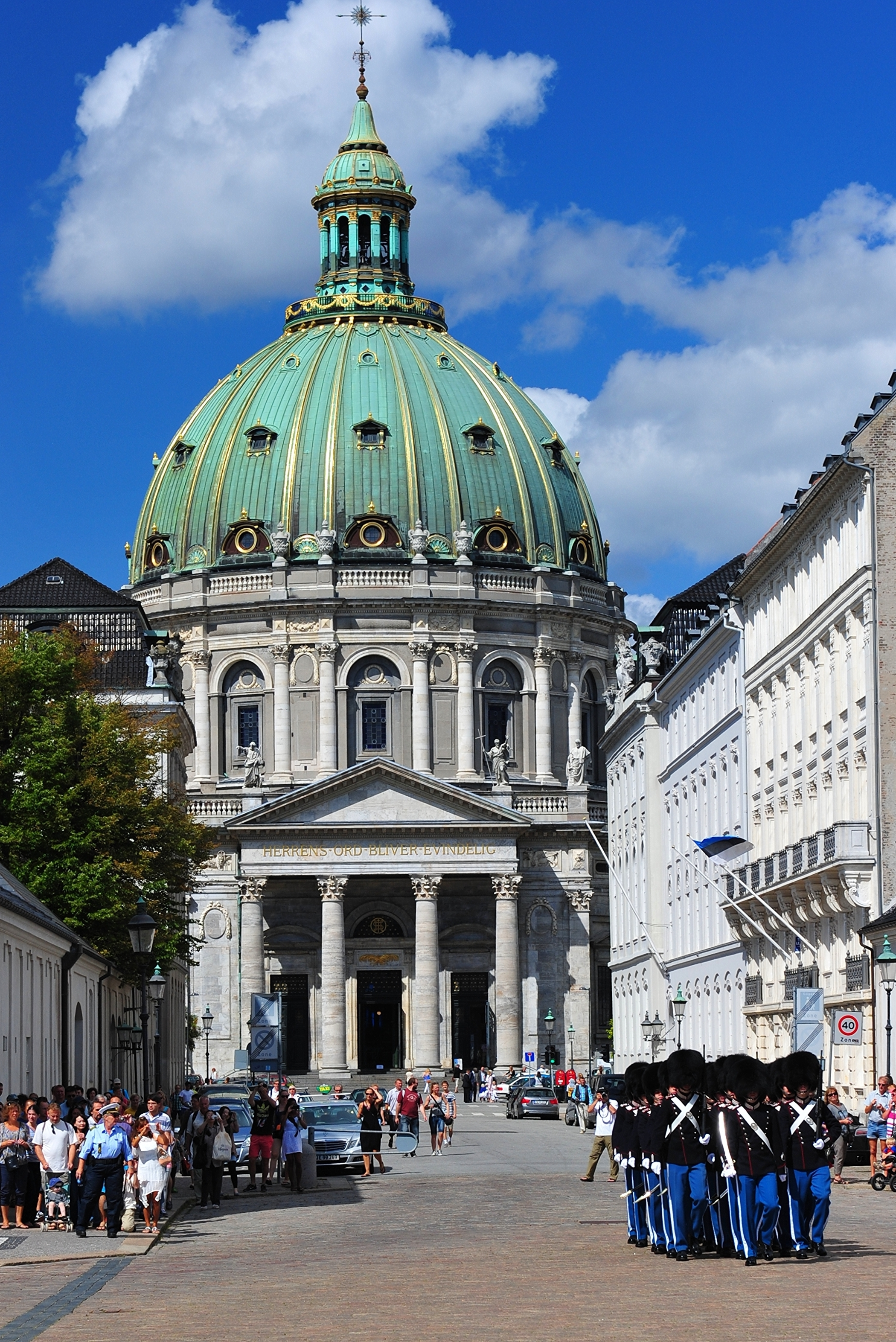
Королевская лейб-гвардия на улице Frederiksgade, Копенгаген
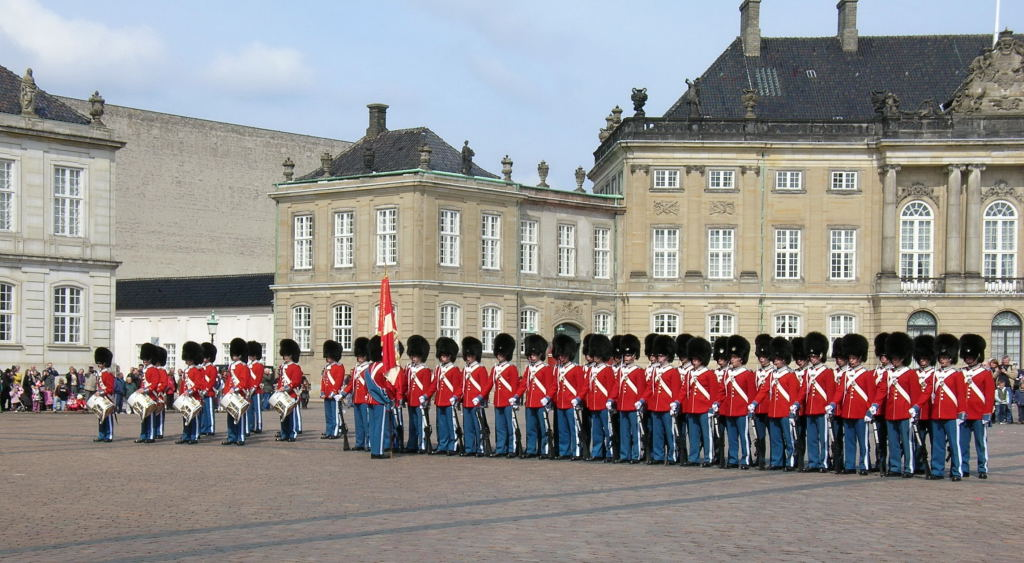
Смена караула у дворца Амалиенборг.